# El hermano bastardo de Dios
El hermano bastardo de Dios és una pel·lícula espanyola de 1986 dirigida per Benito Rabal i basada en la novel·la homònima de José Luis Coll.

## Argument
Pepe Luis recorda la seva infància a Conca durant la Guerra Civil Espanyola.

## Repartiment
- Francisco Rabal - Rosendo
- Asunción Balaguer - Doña Trini
- Agustín González - Don Enrique
- María Luisa Ponte - Alejandra
- Mario Pardo - Tío Julio
- Terele Pávez - Ramona
- Juan Diego - Omar Hazim
- José Vivó
- Rafael Álvarez 'El Brujo' - Tonto
- Marina Martínez Andina
- Nieves Romero
- Luisa Rodrigo
- Antonio Gamero - Botiguer
- Raúl Freire - Rojo
- Concha Hidalgo
- Concha Leza
- Julia Lorente
- Adela Armengol
- Miguel Ángel Rellán - Milicià
- Manolo Zarzo - Doctor
- Lucas Martín - Pepe Luis menor
- Liberto Rabal - Pepe Luis major
- José Luis Coll - Pepe Luis adult

## Palmarès cinematogràfic
I Premis Goya
| Categoria                    | Persona                     | Resultat  |
| ---------------------------- | --------------------------- | --------- |
| Millor so                    | Alfonso Pino Carlos Faruolo | Candidata |
| Millor actriu de repartiment | María Luisa Ponte           | Candidata |

43a Mostra Internacional de Cinema de Venècia
| Categoria | Persona | Resultat  |
| --------- | ------- | --------- |
| Lleó d'Or |         | Candidata |